# Dieter Anhuf
Dieter Anhuf (* 1. Februar 1955 in Duisburg) ist ein deutscher Geograph und ehemaliger Inhaber des Lehrstuhles für Physische Geographie an der Universität Passau.

## Leben
Anhuf studierte Geographie an der Universität Gießen und der Universität Bonn. Er promovierte 1987 bei Wilhelm Lauer über saharische Trockenräume und wurde 1990 als Projektleiter (Ökologie westafrikanischer Ökosysteme) von Peter Frankenberg an die Universität Mannheim geholt. 1994 habilitierte er sich bei Peter Frankenberg mit einer Vegetationsgeographischen Arbeit über die Elfenbeinküste. Anhuf vertrat während der Rektoratszeit von Peter Frankenberg dessen Lehrstuhl für Physische Geographie und Länderkunde am Geographischen Institut der Universität Mannheim. 2001 wurde Dieter Anhuf auf eine Professur für Tropenökologie nach São Paulo berufen, 2005 erfolgte der Ruf auf den Lehrstuhl für Physische Geographie an der Universität Passau.

## Sonstiges
Dieter Anhuf gilt als ausgewiesener Tropengeograph und Tropenökologe. Er ist einer der wenigen deutschsprachigen Experten für das frankophone Westafrika, insbesondere der Elfenbeinküste und des Senegal. Weiterhin ist er ein guter Landeskenner Brasiliens.
Dieter Anhuf ist ein Schüler des Bonner Geographen Wilhelm Lauer.
Weiterhin zählt Dieter Anhuf zusammen mit Martin Kappas, Christophe Neff, und Alexander Siegmund als Schüler von Peter Frankenberg.

## Werke (Auswahl)
- Dieter Anhuf: Analyse d'irrigation pour la Commune d'Aubord : les besoins d'eau de l'abricotier. Mannheim 1992.
- Dieter Anhuf: Forschungen des Geographischen Instituts der Universität Mannheim im französischsprachigen Ausland / Recherches de l'Institut de Géographie de Mannheim faites à l'étranger francophone. Mannheim 1996, ISBN 3-923750-65-X.
- Dieter Anhuf, Christoph Jentsch (Hrsg.): Beiträge zur Landeskunde Südwestdeutschlands und angewandten Geographie. Mannheim 1997, ISBN 3-923750-72-2.
- Dieter Anhuf: Satellitenbildgestützte Vegetationsklassifikation der Côte d'Ivoire. Mannheim 1997, ISBN 3-923750-70-6.

## Fachzeitschriftenartikel (Auswahl)
- D. Anhuf, P. Frankenberg: Reale Bodenbedeckung in Südosttunesien. In: Erdkunde. Bd. 42, 1988, S. 16–26.
- C. Neff, D. Anhuf: Milieu naturel et géographie agricole d´une commune de Vistrenque: Aubord (Gard, France). In: Bul. Soc. Ét. Sc. Nat. Nîmes et Gard. T. Band 60, 1995, S. 46–57.
- C. M. P. Ozanne, D. Anhuf, S. L. Boulter, M. Keller, R. L. Kitching, C. Körner, F. C. Meinzer, A. W. Mitchell, T. Nakashizuka, P. L. Silva Dias, N. E. Stork, S. J. Wright, M. Yoshimura: Biodiversity meets the atmosphere: A global review of forest canopies. In: Science. Band 301, 2003, S. 183–186.